# Rumänien i olympiska sommarspelen 1984
Rumänien deltog i de olympiska sommarspelen 1984 med en trupp bestående av 124 deltagare, och totalt tog landet 53 medaljer.

## Boxning
Fjädervikt
- Nicolae Talpos
  - Första omgången — Bye
  - Andra omgången — Förlorade mot Meldrick Taylor (USA), 0:5

Lättvikt
- Viorel Ioana
  - Första omgången — Förlorade mot Renato Cornett (Australien), 1:4

Lätt weltervikt
- Mircea Fulger →  Brons
  - Första omgången — Bye
  - Andra omgången — Besegrade Jean Duarte (Frankrike), RSC-1
  - Tredje omgången — Besegrade Stefan Sjöstrand (Sverige), 5:0
  - Kvartsfinal — Besegrade Lofti Belkhir (Tunisien), 5:0
  - Semifinal — Förlorade mot Dhawee Umponmaha (Thailand), 0:5

Weltervikt
- Rudel Obreja
  - Första omgången — Besegrade Antoine Loungoude (RCA), KO-1
  - Andra omgången — Besegrade Michael Hughes (Storbritannien), 5:0
  - Tredje omgången — Förlorade mot Mark Breland (USA), 0:5

Lätt mellanvikt
- Gheorghe Simion
  - Första omgången — Förlorade mot Ahn Dal-Ho (Sydkorea), 0:5

Tungvikt
- Georgica Donici
  - Första omgången — Bye
  - Andra omgången — Besegrade Sani Vea (Tonga), 5:0
  - Kvartsfinal — Förlorade mot Anton Josipović (Jugoslavien), 0:5

## Friidrott
Damernas 1 500 meter
- Doina Melinte
  - Heat — 4:10,48
  - Final — 4:03,76 (→  Silver)

- Maricica Puică
  - Heat — 4:05,30
  - Final — 4:04,15 (→  Brons)

- Fița Lovin
  - Heat — 4:10,58
  - Final — 4:09,11 (→ 9:e plats)

Damernas 3 000 meter
- Maricica Puică
  - Heat — 8:43,32
  - Final — 8:35,96 (→  Guld)

Damernas 400 meter häck
- Cristieana Cojocaru
  - Heat — 56,94
  - Semifinal — 55,24
  - Final — 55,41 (→  Brons)

Damernas höjdhopp
- Niculina Vasile
  - Kval — 1,90m
  - Final — 1,85m (→ 11:e plats)

Damernas längdhopp
- Anișoara Cușmir-Stanciu
  - Kval — 6,69 m
  - Final — 6,96 m (→  Guld)

- Valy Ionescu
  - Kval — 6,60 m
  - Final — 6,81 m (→  Silver)

Damernas diskuskastning
- Florența Crăciunescu
  - Kval — 57,84m
  - Final — 63,64m (→  Brons)

Damernas kulstötning
- Mihaela Loghin
  - Final — 20,47 m (→  Silver)

- Florența Crăciunescu
  - Final — 17,23 m (→ 8:e plats)

## Fäktning
Herrarnas florett
- Petru Kuki

Herrarnas sabel
- Marin Mustață
- Ioan Pop
- Cornel Marin

Herrarnas sabel, lag
- Marin Mustață, Ioan Pop, Alexandru Chiculiță, Cornel Marin, Vilmoș Szabo

Damernas florett
- Elisabeta Guzganu-Tufan
- Aurora Dan
- Marcela Moldovan-Zsak

Damernas florett, lag
- Aurora Dan, Monika Weber-Koszto, Rozalia Oros, Marcela Moldovan-Zsak, Elisabeta Guzganu-Tufan

## Handboll
Herrar
Gruppspel
| Rank | Lag         | Pld | W | D | L | GF  | GA  | Poäng |  | Socialistiska federativa republiken Jugoslavien | Rumänien | Island | Schweiz | Japan | Algeriet |
| ---- | ----------- | --- | - | - | - | --- | --- | ----- |  | ----------------------------------------------- | -------- | ------ | ------- | ----- | -------- |
| 1.   | Jugoslavien | 5   | 4 | 1 | 0 | 123 | 76  | 9     |  | X                                               | 19:18    | 22:22  | 25:11   | 32:15 | 25:10    |
| 2.   | Rumänien    | 5   | 4 | 0 | 1 | 120 | 91  | 8     |  | 18:19                                           | X        | 26:17  | 23:17   | 28:22 | 25:16    |
| 3.   | Island      | 5   | 3 | 1 | 1 | 102 | 96  | 7     |  | 22:22                                           | 17:26    | X      | 23:16   | 21:17 | 19:15    |
| 4.   | Schweiz     | 5   | 2 | 0 | 3 | 83  | 102 | 4     |  | 11:25                                           | 17:23    | 16:23  | X       | 20:13 | 19:18    |
| 5.   | Japan       | 5   | 1 | 0 | 4 | 84  | 107 | 2     |  | 15:32                                           | 22:28    | 17:21  | 13:20   | X     | 17:16    |
| 6.   | Algeriet    | 5   | 0 | 0 | 5 | 75  | 105 | 0     |  | 10:25                                           | 16:25    | 15:19  | 18:19   | 16:17 | X        |

Slutspel
Bronsmatch
- Rumänien 23-19 Danmark